# Парк (округ, Монтана)
Округ Парк (англ. Park County) располагается в штате Монтана, США. Официально образован в 1887 году. По состоянию на 2010 год, численность населения составляла 15 636 человек.

## География
По данным Бюро переписи США, общая площадь округа равняется 7 285,677 км2, из которых 7 259,777 км2 суша и 25,900 км2 или 0,400 % это водоёмы.
В южной части округа расположена гора Электрик-Пик (3343 м) — 13-я по высоте гора Монтаны.

## Население
По данным переписи населения 2000 года в округе проживает 15 694 жителей в составе 6 828 домашних хозяйств и 4 219 семей. Плотность населения составляет 2,00 человек на км2. На территории округа насчитывается 8 247 жилых строений, при плотности застройки около 1,00-го строения на км2. Расовый состав населения: белые — 96,65 %, афроамериканцы — 0,40 %, коренные американцы (индейцы) — 0,92 %, азиаты — 0,36 %, гавайцы — 0,03 %, представители других рас — 0,47 %, представители двух или более рас — 1,17 %. Испаноязычные составляли 1,84 % населения независимо от расы.
В составе 28,10 % из общего числа домашних хозяйств проживают дети в возрасте до 18 лет, 51,00 % домашних хозяйств представляют собой супружеские пары проживающие вместе, 7,30 % домашних хозяйств представляют собой одиноких женщин без супруга, 38,20 % домашних хозяйств не имеют отношения к семьям, 32,40 % домашних хозяйств состоят из одного человека, 11,70 % домашних хозяйств состоят из престарелых (65 лет и старше), проживающих в одиночестве. Средний размер домашнего хозяйства составляет 2,27 человека, и средний размер семьи 2,88 человека.
Возрастной состав округа: 23,50 % моложе 18 лет, 6,50 % от 18 до 24, 27,90 % от 25 до 44, 27,10 % от 45 до 64 и 27,10 % от 65 и старше. Средний возраст жителя округа 41 лет. На каждые 100 женщин приходится 97,40 мужчин. На каждые 100 женщин старше 18 лет приходится 96,10 мужчин.
Средний доход на домохозяйство в округе составлял 31 739 USD, на семью — 40 561 USD. Среднестатистический заработок мужчины был 28 215 USD против 19 973 USD для женщины. Доход на душу населения составлял 17 704 USD. Около 7,20 % семей и 11,40 % общего населения находились ниже черты бедности, в том числе — 13,10 % молодежи (тех, кому ещё не исполнилось 18 лет) и 10,10 % тех, кому было уже больше 65 лет.